# Prokopievka (Komi)
|  | Per a altres significats, vegeu «Prokopievka». |

Prokopievka (en rus: Прокопьевка) és un poble de la República de Komi, a Rússia, segons el cens del 2010 tenia 194 habitants.